# Infrastruktura badawcza
Infrastruktura badawcza – obiekty, zasoby i powiązane z nimi usługi, które są wykorzystywane przez środowisko naukowe do prowadzenia badań naukowych w swoich dziedzinach, i obejmuje wyposażenie naukowe lub zestaw przyrządów, zasoby oparte na wiedzy, takie jak zbiory, archiwa lub uporządkowane informacje naukowe, infrastrukturę opartą na technologiach informacyjno-komunikacyjnych, taką jak sieć, infrastrukturę komputerową, oprogramowanie i infrastrukturę łączności lub wszelki inny podmiot o wyjątkowym charakterze niezbędny do prowadzenia badań naukowych.